# 神埼市立千代田中部小学校
神埼市立千代田中部小学校（かんざきしりつ ちよだちゅうぶしょうがっこう）は、佐賀県神埼市千代田町直鳥にある市立の小学校。

## 概要
歴史
1875年（明治8年）創立。数回の改組・改称を経て、現校名になったのは2006年（平成18年）。2025年（令和7年）に創立150周年を迎える。
校章
稲穂の絵を背景にして、中央に校名の略称「千中小」（縦書き）を配している。
校歌
作詞・作曲ともに陶山聡による。歌詞は3番まであり、各番の歌詞中に校名の一部「千代田」が登場する。
校区
神埼市千代田町のうち「直鳥、姉、黒井、嘉納、詫田、下板、渡瀬の一部(渡瀬701～760番地)」。中学校区は神埼市立千代田中学校。

## 沿革
旧・城田第一尋常小学校（東）
- 1875年（明治8年）- 詫田村に「芙蓉小学校 詫田分校」が設置される。
- 1887年（明治20年）
  - 3月 - 小学校令施行により、芙蓉小学校より分離し、「尋常詫田小学校[2]」として独立。尋常科（4年制）を設置。
  - 9月 -  芙蓉小学校から直鳥分校が移管される。
- 1889年（明治22年）4月1日 - 町村制施行により、神埼郡6村（直鳥・姉・黒井・嘉納・詫田・下板）が合併の上、城田村が発足。
- 1892年（明治25年）10月1日 - 「城東尋常小学校」に改称。直鳥分校が分離の上、「城西尋常小学校」として独立。
- 1893年（明治26年）- 校舎を新築。
- 1901年（明治34年）4月 - 「城田第一尋常小学校」に改称。

旧・城田第二尋常小学校（西）
- 1875年（明治8年）- 黒井村に「芙蓉小学校 黒井分校」が、直鳥村に「私立直鳥小学校」が設置される。
- 1876年（明治9年）2月 - 黒井分校を十条に移転。
- 1877年（明治10年）3月 - 黒井分校を姉村に移転。
- 1878年（明治11年）2月 - 私立直鳥小学校が公立移管により、「芙蓉小学校 直鳥分校」となる。
- 1884年（明治17年）8月 - 黒井分校を直鳥分校に統合の上、下直鳥に移転。
- 1887年（明治20年）9月 - 直鳥分校が芙蓉小学校から詫田小学校に移管される（「尋常詫田小学校 直鳥分校」）。
- 1889年（明治22年）4月1日 - 町村制施行により、神埼郡6村（直鳥・姉・黒井・嘉納・詫田・下板）が合併の上、城田村が発足。
- 1892年（明治25年）10月1日 - 尋常詫田小学校より分離の上、「城西尋常小学校」として独立。
- 1893年（明治26年）9月 - 校舎を増築。
- 1901年（明治34年）4月 - 「城田第二尋常小学校」に改称。

旧・高等小学校
- 1892年（明治25年）9月 - 城田村城原川以東（千歳村の黒津を除く）の児童を対象に、渡瀬高等小学校が創立される。
- 1895年（明治28年）4月 - 渡瀬高等小学校が「済美高等小学校」に改称。
- 1898年（明治31年）4月 - 済美高等小学校の設置者が「城田、千歳両村組合」となる。
- 1901年（明治34年）4月10日 - 済美高等小学校を「詫田高等小学校」と改称。

統合
- 1908年（明治41年）3月 - 城田第一尋常小学校（東）と城田第二尋常小学校（西）を統合の上、高等科を併置し、「城田尋常高等小学校」と改称。校舎は旧2校の中央にあたる大字嘉納字丙太田に建設される（当初、協議がまとまらず建設は難航）。組合立詫田高等小学校は廃止される。また改正小学校令により、尋常科が6年制、高等科が2～3年制となる。
- 1911年（明治44年）2月 - 移転を完了。
- 1927年（昭和2年）4月 - 木造2階建て校舎一棟を増改築し、詫田東地区の児童を収容する。
- 1933年（昭和8年）2月 - 講堂と特別教室一棟を新築。運動場を拡張。
- 1941年（昭和16年）4月1日 - 国民学校令施行により、「城田村国民学校」に改称。尋常科を初等科に改める。
- 1947年（昭和22年）4月1日 - 学制改革が行われる。
  - 城田村国民学校の初等科（6年制）は新制小学校「城田村立城田小学校」となる。
  - 城田村国民学校の高等科（2年制）は青年学校普通科とともに、新制中学校「城田村立城田中学校」（3年制）に改組される。小学校に併設される。
- 1954年（昭和29年）5月 - 北校舎1棟を改築。
- 1955年（昭和30年）4月1日 - 町村合併[3]により、千代田村が発足したため、「千代田村立千代田中部小学校」に改称。
- 1961年（昭和36年）4月1日 - 千代田村立中学校3校（中部・東部・西部）の統合に伴い、旧・中部中学校の校舎を西校舎として4～6年の児童を収容し、旧・小学校校舎を東校舎として1～3年の児童を収容。
- 1962年（昭和37年）1月 - 完全給食を開始。
- 1965年（昭和40年）
  - 3月 - 普通教室一棟（6教室）を東校舎に新築の上、5・6年の児童を収容。
  - 4月1日 - 町制施行により、「千代田町立千代田中部小学校」に改称。
  - 4月6日 - 特殊学級(竹ぐみ)を開設。
- 1967年（昭和42年）3月 - 東校舎と西校舎の間に渡り廊下を新設。
- 1968年（昭和43年）6月 - 旧4年教室を体育室に整備。
- 1969年（昭和44年）8月 - 西運動場に築山を設置。西校舎の一部が千代田町中部公民館となる。
- 1970年（昭和45年）8月 - プールが完成。
- 1972年（昭和47年）4月 - 観察池が完成。
- 1973年（昭和48年）9月 - 保健室を東校舎に移転。
- 1974年（昭和49年）4月 - 児童の制服を制定。
- 1977年（昭和52年）3月31日 - 三田川町からの委託解消で、田中地区の児童が三田川町立三田川小学校へ転出。
- 1979年（昭和54年）7月 - 新校舎が完成。9月より新校舎での授業を開始。
- 1980年（昭和55年）3月 - 校旗を制定。共同調理場設置により米飯の完全給食を開始。
- 1982年（昭和57年）3月31日 - 特殊学級(竹ぐみ)を廃止。
- 1983年（昭和58年）8月 - 理科施設を設置。
- 1984年（昭和59年）4月 - 黄色帽子の着帽を開始。
- 1989年（平成元年）12月 - 体育館とクラブハウスが完成。
- 1997年（平成9年）4月 - 特殊学級（たんぽぽ）を開設。
- 2000年（平成12年）3月 - パソコン室が完成。
- 2001年（平成13年）
  - 7月 - プールが完成。
  - 10月 - 耐震補強工事が完了。
- 2006年（平成18年）3月20日 - 町村合併により、「神埼市立千代田中部小学校」（現校名）に改称。
- 2011年（平成23年）7月 - 放課後児童クラブ「じょうばる」を新築。

## 交通
最寄りの鉄道駅
- JR九州 長崎本線「神埼駅」、「伊賀屋駅」

最寄りの幹線道路
- 国道264号「千代田中部小前」交差点

## 周辺
- 神埼市役所 千代田総合支所（旧・千代田町役場）
- 次郎体育館
- 神埼市千代田文化会館はんぎーホール
- 神埼市千代田町保健センター
- 千代田町福祉センター
- からつバーガー千代田
- 村岡屋千代田店
- 城原川